# لويس ترينكر
لويس ترينكر Luis Trenker (اسمه الأصلي ألويس فرانتس تينكر: ولد في أكتوبر 1892 في تيرول الجنوبية – ومات أبريل 1990 في بوتسن) كاتب وممثل ومخرج ومتسلق جبال نمساوي، اشتهر بصفة خاصة بأفلامه حول جبال الألب.
درس فن العمارة في فيينا، واشترك في الحرب العالمية الأولى وحارب في المعارك الجبلية ضد إيطاليا في سلاح المدفعية، وأنهى خدمته عند نهاية الحرب برتبة ملازم أول. وقد تناول تجاربه في الحرب في عدد من أعماله الأدبية منها «القلعة الحصينة روكا ألتا» و«الجبال مشتعلة».
وبعد الحرب عمل مهندسا معماريا في مكتب مشتركا مع كليمينس هولتسماير. وتزوج في عام 1928 من هيلدا فون بلايشرت المنحدرة من لايبزج الألمانية.
ألف العديد من الروايات مثل: المتمرد – الجبال والوطن – الابن الضائع.

## معرض صور

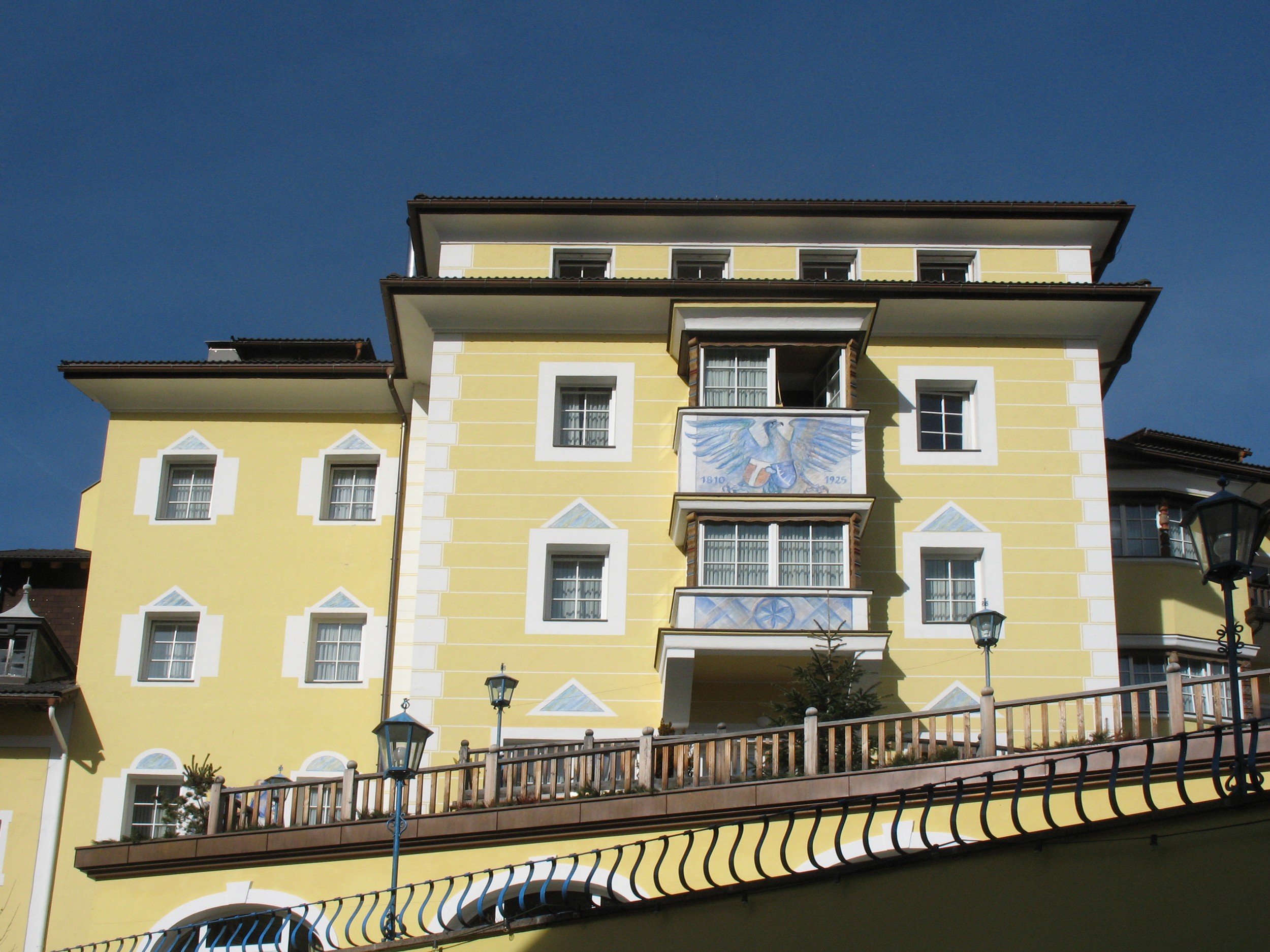
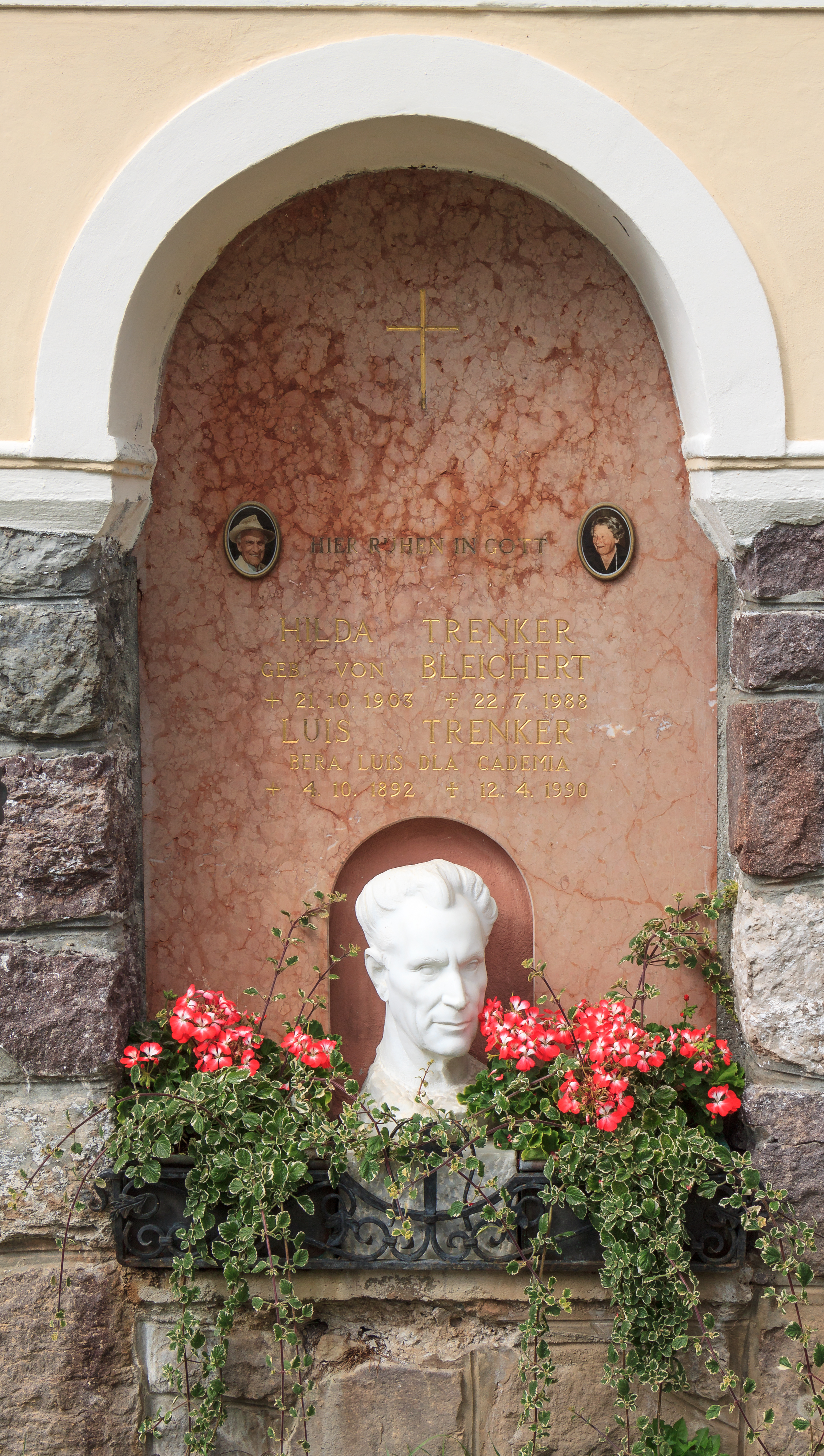
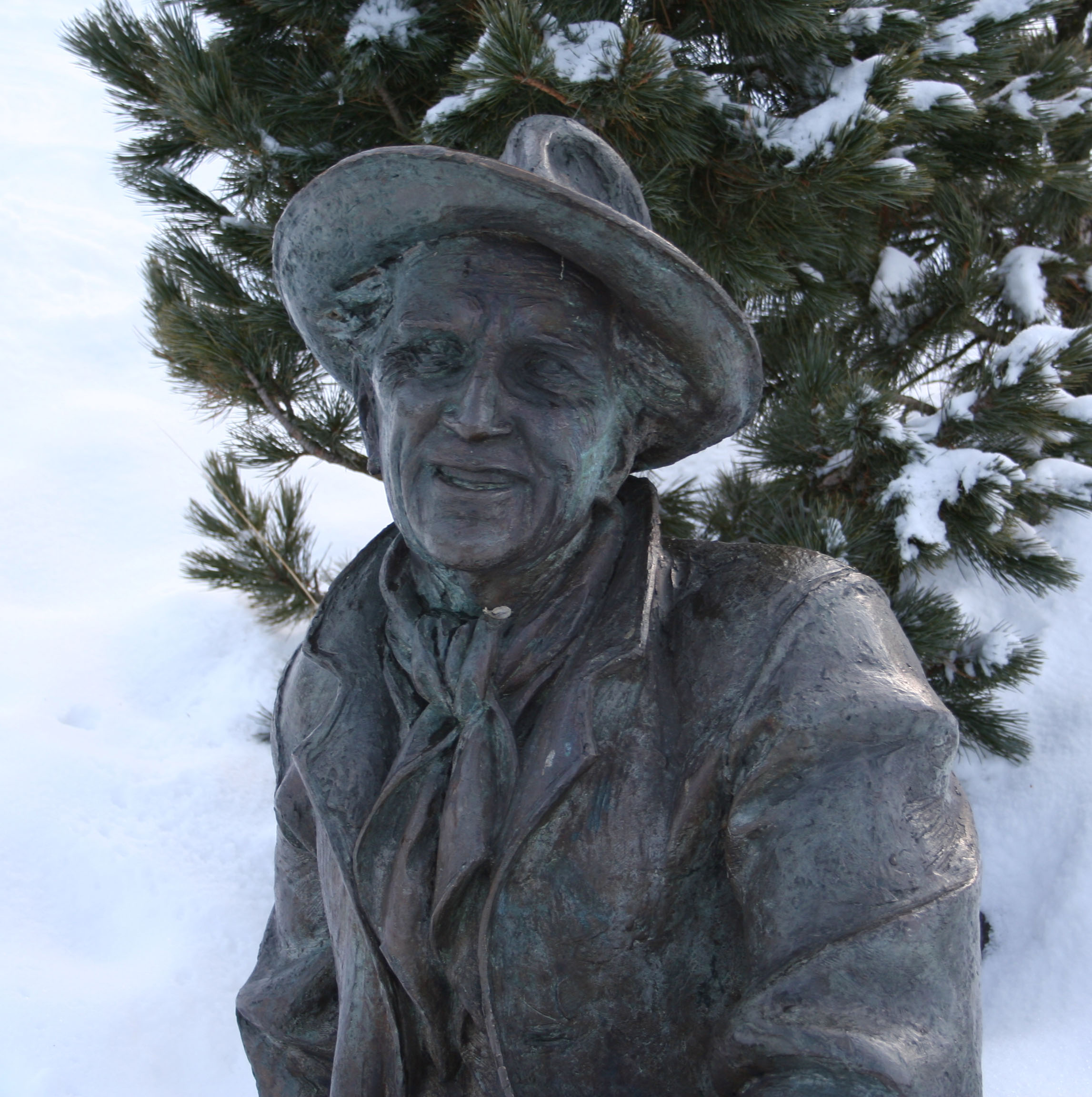
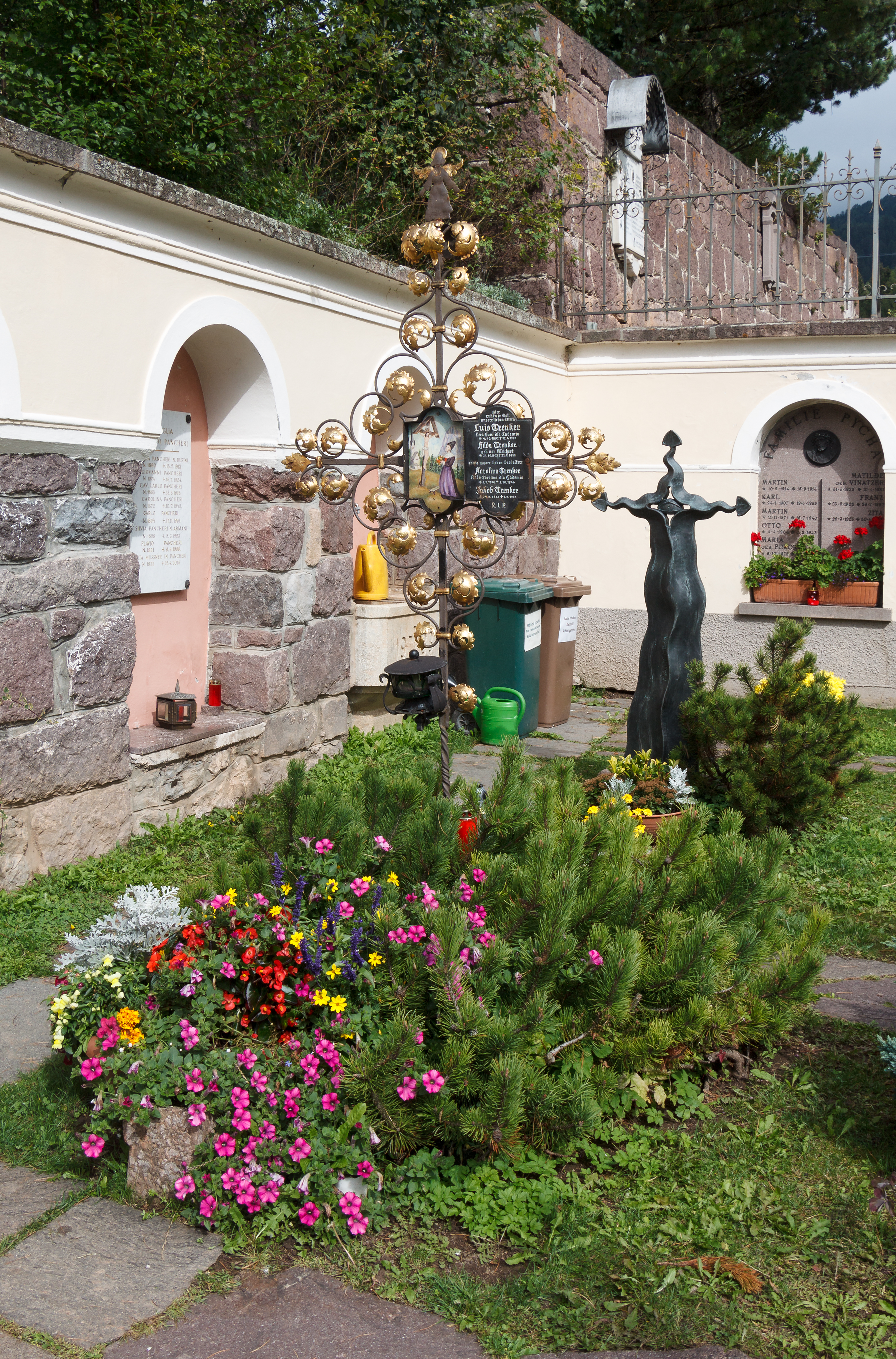

## روابط خارجية
- لويس ترينكر على موقع IMDb (الإنجليزية)
- لويس ترينكر على موقع روتن توميتوز (الإنجليزية)
- لويس ترينكر على موقع مونزينجر (الألمانية)
- لويس ترينكر على موقع ألو سيني (الفرنسية)
- لويس ترينكر على موقع ميوزك برينز (الإنجليزية)
- لويس ترينكر على موقع تيرنر كلاسيك موفيز (الإنجليزية)
- لويس ترينكر على موقع أول موفي (الإنجليزية)
- لويس ترينكر على موقع قاعدة بيانات الأفلام السويدية (السويدية)
- لويس ترينكر على موقع ديسكوغز (الإنجليزية)
- لويس ترينكر على موقع قاعدة بيانات الفيلم (الإنجليزية)
- لويس ترينكر على موقع أوليمبيديا (الإنجليزية)